# Escut de Calonge de Segarra
L'escut oficial de Calonge de Segarra té el següent blasonament:
Escut caironat: de gules, una custòdia d'or amb l'hòstia d'argent. Per timbre una corona mural de poble.

## Història
Fou aprovat el 2 de maig de 1988 i publicat al DOGC el 8 de juny del mateix any amb el número 1002.
La custòdia simbolitza la fe, i fa referència a l'església del poble, dedicada a la Santa Fe.